# Lijst van rijksmonumenten in Zuidbroek
De plaats Zuidbroek telt 16 inschrijvingen in het rijksmonumentenregister. Hieronder een overzicht.
| Object                                                                                                   | Oorspronkelijke functie? | Bouwjaar                                                 | Architect                                   | Locatie           | Coördinaten?                  | Nr.?   | Afbeelding                                                |
| --- | ------------------------ | -------------------------------------------------------- | ------------------------------------------- | ----------------- | ----------------------------- | ------ | --------------------------------------------------------- |
| Hoekpand met dwars voorhuis onder schilddak en schuurvormige achterbouw                                  | Woonhuis                 | 1800-1850                                                |                                             | Heiligelaan 97    | 53° 10' 18" NB, 6° 52' 26" OL | 7522   | Meer afbeeldingen                                         |
| Gereformeerde kerk (gevestigd in een voorm. Oldambster boerderij)                                        | Boerderij                |                                                          |                                             | Kerkstraat 63     | 53° 10' 4" NB, 6° 51' 40" OL  | 31624  | Meer afbeeldingen                                         |
| Hervormde kerk, vrijstaande klokkentoren                                                                 | Kerk en kerkonderdeel    | eind 13e eeuw 1709 (verb.)                               |                                             | bij Kerkstraat 95 | 53° 10' 14" NB, 6° 51' 38" OL | 31625  | Hervormde kerk 2 Hervormde kerk, vrijstaande klokkentoren |
| Hervormde kerk (Petruskerk)                                                                              | Kerk en kerkonderdeel    | eind 13e eeuw 1770 (verb.) 1915 (rest.) 1937-'39 (rest.) | C.H. Peters (1915) H.R. Holthuis (1937-'39) | Kerkstraat 95     | 53° 10' 14" NB, 6° 51' 39" OL | 31626  | Meer afbeeldingen                                         |
| Voorm. hervormde pastorie                                                                                | Woonhuis                 | 1741                                                     |                                             | Kerkstraat 92     | 53° 10' 14" NB, 6° 51' 43" OL | 31627  | Meer afbeeldingen                                         |
| Oldambster boerderij met omlijste ingang in het midden van de voorgevel en twee rijen zaadzoldervensters | Boerderij                |                                                          |                                             | Uiterburen 25     | 53° 10' 23" NB, 6° 52' 28" OL | 31628  | Meer afbeeldingen                                         |
| Oldambster boerderij met ingang terzijde en drie series zaadzoldervensters                               | Boerderij                | 1857                                                     |                                             | Uiterburen 59     | 53° 10' 48" NB, 6° 52' 24" OL | 31629  | Meer afbeeldingen                                         |
| Oldambster boerderij met lang schuurdak en voorhuis met krimpen                                          | Boerderij                | ca. 1857                                                 |                                             | Uiterburen 45     | 53° 10' 35" NB, 6° 52' 27" OL | 395142 | Meer afbeeldingen                                         |
| Robbedoes, woonhuis                                                                                      | Woonhuis                 | 1929-'30                                                 |                                             | Uiterburen 41     | 53° 10' 32" NB, 6° 52' 26" OL | 520958 | Meer afbeeldingen                                         |
| Robbedoes, hoofdschuur met ingebouwde dienstwoning en aangebouwde bijschuur en pakhuis                   | Boerderij                | 1931                                                     |                                             | bij Uiterburen 41 | 53° 10' 32" NB, 6° 52' 26" OL | 520959 | Meer afbeeldingen                                         |
| Robbedoes, stookhut                                                                                      | Boerderij                | 1930                                                     |                                             | bij Uiterburen 41 | 53° 10' 32" NB, 6° 52' 26" OL | 520960 | Meer afbeeldingen                                         |
| Kantongerecht met ingebouwde griffierswoning                                                             | Gerechtsgebouw           | 1883-'84 ca. 1930 (bepleistering)                        | W.C. Metzelaar                              | Spoorstraat 41    | 53° 9' 38" NB, 6° 51' 49" OL  | 520969 | Meer afbeeldingen                                         |
| Drostenborgh en tuin (Drostenborg)                                                                       | Woonhuis                 | 1875 1984 (herb. achterhuis)                             |                                             | Uiterburen 53     | 53° 10' 42" NB, 6° 52' 29" OL | 520972 | Meer afbeeldingen                                         |
| Villa | Woonhuis                 | ca. 1914                                                 |                                             | Kerkstraat 59     | 53° 10' 1" NB, 6° 51' 40" OL  | 520962 | Villa                                                     |
| Hoofdschuur met aangebouwde bijschuur                                                                    | Boerderij                | ca. 1890                                                 |                                             | Kerkstraat bij 59 | 53° 10' 1" NB, 6° 51' 40" OL  | 520963 | Hoofdschuur met aangebouwde bijschuur                     |
| Tweekapschuur                                                                                            | Boerderij                | ca. 1920                                                 |                                             | Kerkstraat bij 59 | 53° 10' 1" NB, 6° 51' 40" OL  | 520964 | Meer afbeeldingen                                         |